# Armeria bourgaei
Armeria bourgaei är en triftväxtart som beskrevs av Pierre Edmond Boissier och Baltasar Merino. Armeria bourgaei ingår i släktet triftar, och familjen triftväxter. Inga underarter finns listade i Catalogue of Life.